# Pilea floridana
Pilea floridana är en nässelväxtart som beskrevs av Ignatz Urban. Pilea floridana ingår i släktet pileor, och familjen nässelväxter. Inga underarter finns listade i Catalogue of Life.